# محمد عزیز
محمد عزیز بنگالی: মোহাম্মদ আজিজ؛(۲ ژوئیه ۱۹۵۴–۲۷ نوامبر ۲۰۱۸) یک خواننده اهل هند بود که در سال ۲۰۱۸ و در ۶۴ سالگی درگذشت.
وی خواننده بسیاری از فیلم‌های هند به صورت پلی‌بک بوده‌است.

## زندگی گذشته
نام مستعار وی Munna و نام کامل وی سید محمد عزیزالنبی بود.

## فیلم‌شناسی
- مرد
- حیله‌گر
- شاهنشاه
- سوداگر
- ما
- گلستان
- جواب
- ای کاش
- دل‌های شکسته
- زنده باد جوانی
- ملکه مارها
- ملکه مارها ۲
- عزت‌دار
- شمال و جنوب
- حفاظت
- انتقام
- مجبور